# 矢場新町
矢場新町（やばしんまち）は、群馬県太田市にある地名（町丁）。郵便番号は373-0802。

## 地理
韮川地区にある。

### 近隣町丁
- 植木野町
- 台之郷町
- 矢場町

## 歴史

### 町域の変遷
- 1981年（昭和56年）11月25日 - 土地改良事業の実施により、矢場町字中堀、字寄合向、字寄合、字石田、字壱丁田、字荒神原、字萩合、字寺境内前の各一部により、矢場新町として成立[6]。

## 世帯数と人口
2022年（令和4年）3月31日現在の世帯数と人口は以下の通りである。
| 町丁     | 世帯数  | 人口   |
| -------- | ------- | ------ |
| 矢場新町 | 654世帯 | 1608人 |

## 交通

### 鉄道
町内に鉄道は通っていない。

### 道路
- 群馬県道・栃木県道256号竜舞足利線

## 施設
- セブンイレブン太田市矢場新町店